# Federico Ngomo
Federico Ngomo Nandong, (29 de abril de 1920, Biyabiyan – 10 de junio de 1971, Bata) natural de Biyabiyang (Río Muni, Guinea Ecuatorial) fue presidente de la Diputación Provincial de Río Muni (presidente de la Asamblea General), desempeñando también el puesto de director general de la Unión Territorial de Cooperativas del Campo de Río Muni. Durante tres legislaturas, hasta el año 1969, fue procurador en las Cortes Españolas.
Fue detenido, torturado y asesinado en 1971, a la edad de 51 años, tres años después de la independencia de Guinea Ecuatorial, durante la dictadura de Francisco Macías Nguema.

## Biografía
Federico Ngomo Nandong, nació en Biyabiyan, en el seno de una familia del clan Esasom.
Durante su adolescencia, tras la finalización de sus estudios primarios y ante la falta de posibilidades en Biyabiyan, viajó a Bata donde ingresó en la Escuela de Artes y Oficios, estudiando Contabilidad, Administración y Música. Gracias a sus logros académicos consiguió una plaza de Profesor de la Escuela de Artes y Oficios; preparando a diferentes generaciones de administrativos.
Se casó en el año 1948 con Teresa del Niño Jesús Mbengono Nzoo, del Colegio Religioso de Nkue Efulan.
Con el comienzo del sentimiento independentista, Federico Ngomo Nandong comenzó a luchar por la independencia de Guinea Ecuatorial; con el deseo de una Independencia guiada por el Gobierno español que marcase las etapas de su desarrollo político, razón por la que actualmente es considerado como uno de los padres de la Independencia de Guinea Ecuatorial. Participó en la Conferencia Constitucional (1967-1968) que elaboró la Constitución de Guinea Ecuatorial de 1968.
Tras la independencia de octubre de 1968, la situación de los políticos con ideas contrarias a las del dictador Francisco Macías Nguema se complicó; Guinea Ecuatorial se convirtió en uno de los países más represivos y dictatoriales de África.
En 1969, comenzó la persecución generalizada de los opositores políticos y las élites, se persiguió virulentamente a intelectuales, persiguiéndose años más tarde a Federico Ngomo Nandong.
Es de resaltar que trabajó por la formación del estudiante de Guinea, dando innumerables becas a estudiantes para formarse en universidades españolas y en formación profesional; así formó a gente de todas las regiones de Guinea en igual número, sin criterios tribales ni regionales; se mejoraron las condiciones del Centro la Salle, se mantuvo la economía de producción de café y cacao en la región de Río Muni. Determinó que cualquier agricultor con producción probada enviara a sus hijos al Colegio la Salle sin pagar. Facilitó créditos agrícolas y de construcción de viviendas al agricultor.
En todos los Municipios se construyeron casas de cemento para funcionarios, y alquileres o venta, por la Diputación. Comenzó la construcción del primer gran hotel que se ha denominado Media Luna, situado en un sitio privilegiado de la carretera del Aeropuerto de Guinea Ecuatorial, en definitiva trabajó siempre por el futuro de Guinea Ecuatorial.

## Presidente de la Diputación Provincial Río Muni
Durante la época colonial ante la necesidad de guineanos capaces de dirigir las instituciones del país y a la vista de la gran formación intelectual Federico Ngomo, fue elegido como la persona idónea para dirigir la Delegación Guineana, siendo nombrado Presidente de la Diputación Provincial de Río Muni, cargo que ocupó hasta la independencia. Durante su presidencia manifestó sus deseos a España de una independencia del país en un marco pacífico, manteniendo los lazos de entendimiento y ayuda mutua entre ambos.
Tras la independencia de Guinea Ecuatorial, Federico Ngomo continuó como presidente de la Asamblea General; en enero de 1970 la delegación guineana contaba con 44 miembros, el presidente y vicepresidente Bonifacio Ondó Edu y Francisco Macías Nguema, el presidente y vicepresidente de la asamblea general Federico Ngomo Nandong y Enrique Gori Molubela.
Federico Ngomo ocupó este cargo hasta que en 1971, se conoció su encarcelamiento y el de sus demás compañeros, así como su posterior muerte, y la de Ondó Edú y Gori Molubela.

## Procurador en las Cortes
Fue procurador en las Cortes Españolas, en el periodo en que Guinea fue provincia, hasta la independencia. Así como también presidió la Conferencia Constitucional entre Guinea Ecuatorial y España para negociar la independencia y la constitución del nuevo Estado de Guinea Ecuatorial.

## Interventor del Banco de Guinea
Al acceder Guinea a la Independencia, el nuevo estado recabó sus conocimientos para negociar con España, el establecimiento de una moneda avalada por España, para lo cual se le nombró Interventor del Banco de Guinea.